# Fern Point
Als Fern Point wird ein Hotel und früheres Wohngebäude am Fern Point in der schottischen Stadt Inveraray bezeichnet. Das Haus befindet sich nahe der Küste von Loch Fyne unweit des Schiffsanlegers. Es liegt nördlich des Gerichts- und Gefängnisgebäudes der Stadt.
1748 genehmigte Archibald Campbell, der 3. Duke of Argyll, dem Händler John Richardson die Errichtung eines Gebäudes am Fern Point. Dieses wurde im Jahre 1753 fertiggestellt und bildete damit das erste Haus der neuen Planstadt Inveraray. Lange Jahre beherbergte es das Fernpoint Hotel. Heute ist dort das First House Hotel untergebracht. 1966 wurde Fern Point in die schottischen Denkmallisten in der höchsten Kategorie A aufgenommen.

## Beschreibung
Architektonisch weist Fern Point die Merkmale des Georgianischen Stils auf. Es besteht aus mehreren verschachtelt angeordneten dreistöckigen Flügeln. Der Haupteingang befindet sich an einem runden Treppenturm, der direkt an den Hauptflügel anschließt. In diesem führt eine Wendeltreppe zu den oberen Stockwerken. Die Eingangsbereich ist mit dorischen Säulen versehen, die einen kurzen Ziergiebel tragen. Der Turm schließt mit einem Kegeldach ab. Am Südende befinden sich zwei flachere Anbauten mit Pultdächern. Alle weiteren Gebäudeteile schließen mit Walmdächern ab. Alle Fassaden sind in der traditionellen Harling-Technik verputzt und die Dächer mit Schieferschindeln gedeckt. Die Hauskanten sind mit abgesetzten Zierbändern versehen.